# Kamow
Kamow (russisch Камов, Eigenschreibweise Kamov) wurde 1948 gegründet, war zunächst ein sowjetisches OKB (Experimental-Konstruktionsbüro) und ist mittlerweile ein russischer Hubschrauberhersteller.

## Geschichte

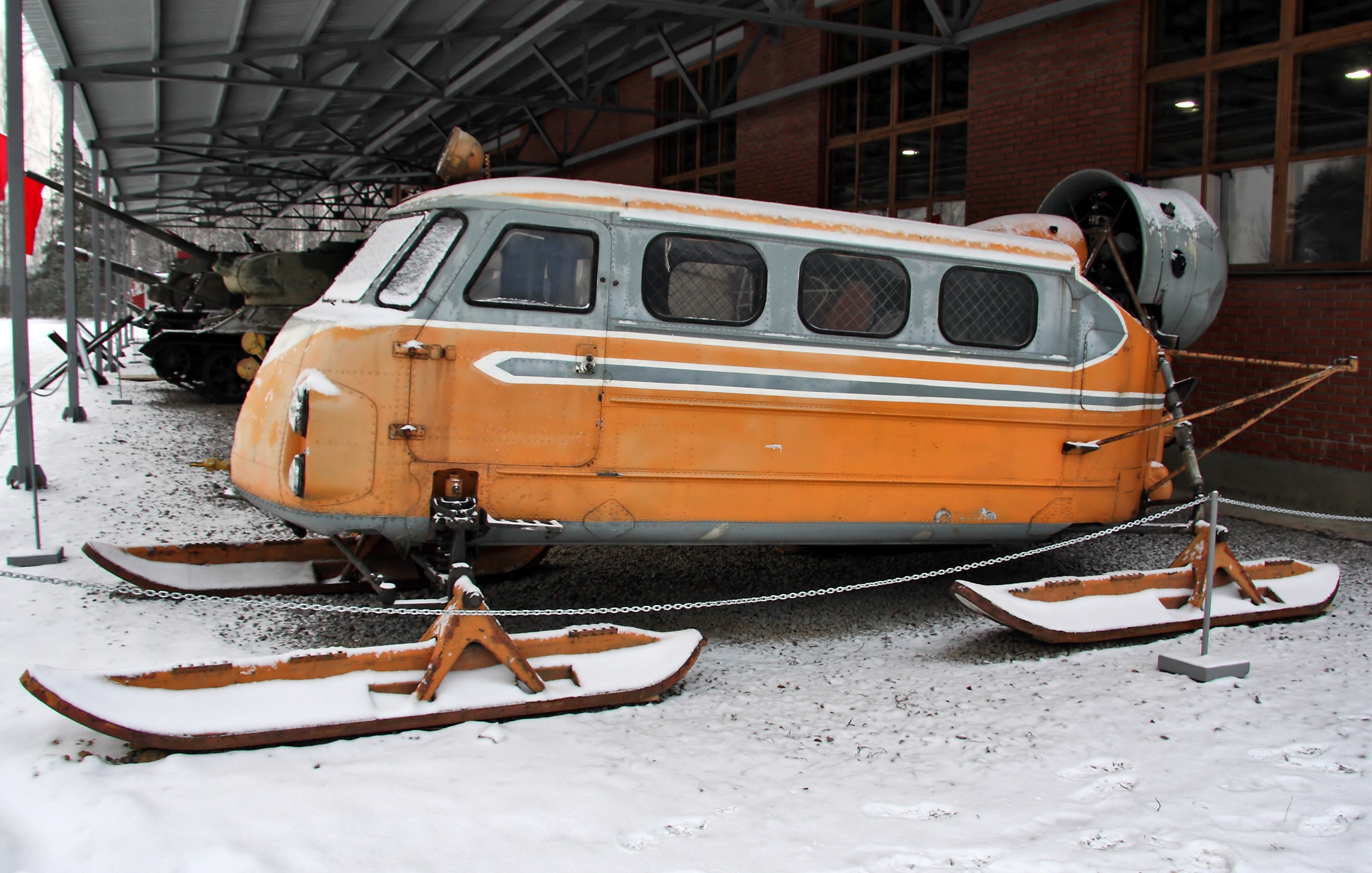
Kamow-Ka-30 Aeroschlitten

Das Unternehmen wurde 1948 als experimentelles Konstruktionsbüro (OKB) gegründet. Benannt ist das Unternehmen nach Nikolai Iljitsch Kamow, dem ehemaligen Chefkonstrukteur. Neben Hubschraubern baute Kamow auch Aeroschlitten, auch Luftschrauben-Schlitten genannt, wie den Kamow Sewer-2 und den Kamow Ka-30. Seit 1992 firmiert es als JSC Kamov (Joint Stock Company, russische Aktiengesellschaft). Es entwickelt und produziert weiterhin zivile, militärische und Spezialhubschrauber.
Mil fusionierte 2020 u. a. mit Kamow. Nach dem Zusammenschluss wurde das Nationale Zentrum für Hubschrauberbau benannt nach M.L.Mil und N.I. Kamow gegründet. Das fusionierte Unternehmen gehört dem staatlichen Konzern Russian Helicopters.
Das Besondere der Kamow-Hubschrauber (mit Ausnahme des Ka-60) ist ihr koaxiales System gegenläufiger Doppelrotoren. Diese
- machen einen Momentausgleich am Heck überflüssig,
- reduzieren die Verletzungsgefahr für Wartungspersonal oder umstehende Personen und
- vermeiden den Leistungsverlust beim Antrieb des Heckrotors.

Der Nachteil dieser Bauweise ist der höhere Wartungsaufwand am Rotorkopf, bei dem die obere Taumelscheibe von der unteren angesteuert werden muss.

## Kamow Modelle
- Kamow Sewer-2 Schneefahrzeug

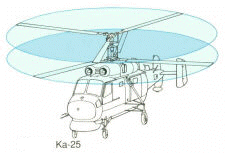
Schema der koaxialen Rotoren

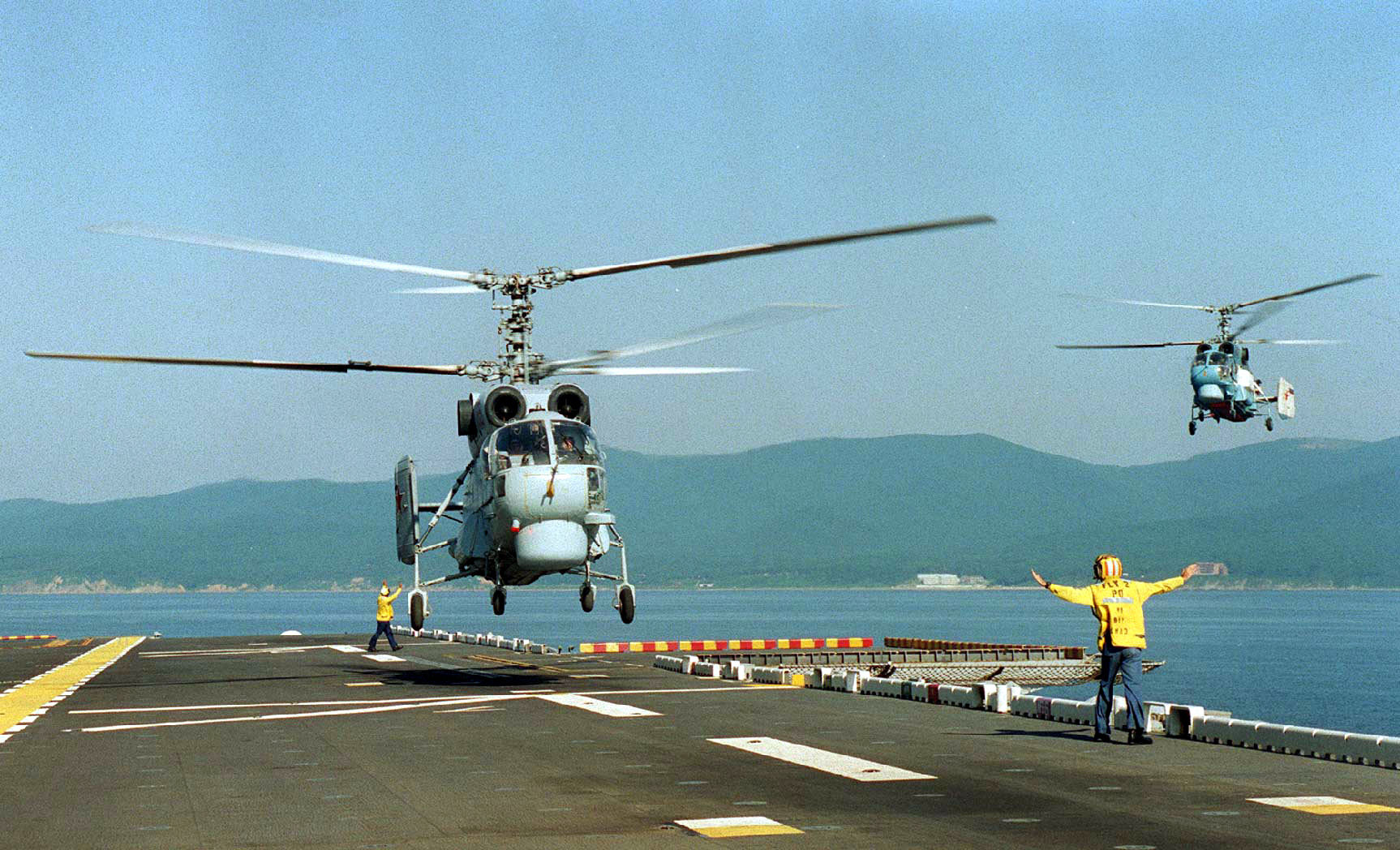
Zwei Ka-27 bei der Landung auf der Belleau Wood

- Kamow Ka-8 „Fliegendes Motorrad“ Versuchshubschrauber
- Kamow Ka-9
- Kamow Ka-10 (NATO-Codename: „Hat“) Experimental- und Beobachtungshubschrauber
- Kamow Ka-15 („Hen“) Mehrzweckhubschrauber
- Kamow Ka-18 („Hog“) Mehrzweckhubschrauber
- Kamow Ka-20 („Harp“)
- Kamow Ka-22 „Wintokryl“ („Hoop“) Experimental-Hubschrauber
- Kamow Ka-25 („Hormone“) Marinehubschrauber.
- Kamow Ka-26 („Hoodlum“)  Mehrzweckhubschrauber
- Kamow Ka-27 („Helix A+D“) U-Boot-Jagdhubschrauber
- Kamow Ka-28 („Helix“) U-Boot-Jagdhubschrauber
- Kamow Ka-29 („Helix-B“)  Gefechtszonentransporthubschraubers
- Kamow Ka-30 Schneefahrzeug
- Kamow Ka-31 („Helix“) Bordgestützter Frühwarnhubschrauber
- Kamow Ka-32 („Helix-C“) Transporthubschrauber
- Kamow Ka-36 Schneefahrzeug
- Kamow Ka-37, Drohne
- Kamow Ka-40  U-Boot-Jagdhubschrauber, nur Projekt
- Kamow Ka-50 („Hokum A“) Kampfhubschrauber
- Kamow Ka-50-2 Kampfhubschrauber, nur Projekt
- Kamow Ka-52 „Alligator“   Kampfhubschrauber
- Kamow Ka-56 „Osa / Wasp“ (Einmann-Mini-Hubschrauber)
- Kamow Ka-60 „Kasatka“  Mehrzweckhubschrauber
- Kamow Ka-62 (zivile Variante der Ka-60) Mehrzweckhubschrauber
- Kamow Ka-90 Hochgeschwindigkeitshubschrauber, nur Projekt
- Kamow Ka-92, Konzeptstudie eines Flugschraubers
- Kamow Ka-115 leichter Mehrzweckhubschrauber, nur Projekt
- Kamow Ka-118 leichter Mehrzweckhubschrauber mit der NOTAR-Konfiguration, nur Projekt
- Kamow Ka-126 Mehrzweckhubschrauber
- Kamow Ka-137, Drohne
- Kamow Ka-226 „Sergei“  Mehrzweckhubschrauber
- Kamow W-50 Kampfhubschrauber in Form eines Verbundhubschraubers, nur Projekt
- Kamow W-80 Entwicklungsversion der Ka-50
- Kamow W-100 Kampfhubschrauber in Form eines Verbundhubschraubers, nur Projekt